# 蘇錦成
蘇錦成，PMSM，是香港前警務人員，歷任助理警務處長、毒品調查科情報科總警司、有组织罪案及三合会调查科高级警司、新界北總區指揮官、刑事情報科總警司、油尖警區副指揮官等職，任內協助偵破「警魔」徐步高案、季炳雄案、尖沙嘴寶勒巷卡拉OK縱火兇殺案等，他以鐵腕手段整冶黑幫而擁有「黑幫煞星」的稱號
，現職和記黃埔地產（長江實業地產有限公司旗下）。